# 漆雕姓
漆雕姓是漢字复姓之一，在《百家姓》中排第450位。后简作“漆”，亦有依异体“柒”或甚“七”者而居，在现代是极罕见的姓氏。

## 起源
漆雕姓有多种来源：
1. 出自姬姓。《路史》记载：吴公族后有漆雕氏，源于姬姓。
2. 以祖先的名字为姓氏。春秋时孔子弟子中有漆雕徒父、漆雕开、漆雕哆。

## 郡望
- 汝南郡：今河南汝南县。
- 鲁郡：三国曹魏及晋朝改鲁国为鲁郡。今山东曲阜、泗水一带。

## 延伸阅读
[在维基数据编辑]
 《百家姓》
 《欽定古今圖書集成·明倫彙編·氏族典·漆雕姓部》，出自陈梦雷《古今圖書集成》